# Regułt
Regułt – północna część miasta Zwoleń w województwie mazowieckim, w powiecie zwoleńskim, w gminie Zwoleń.
Rozpościera się w wzdłuż ulicy Wiślanej na wschodnich rubieżach miasta.

## Historia
Regułt to dawna osada młynarska. Początkowo należała do gminy Grabów nad Wisłą w powiecie kozienickim w guberni radomskiej, następnie należał do utworzonej w 1870 roku gminy Zwoleń. W okresie międzywojennym należał do powiatu kozienickiego w woj. kieleckim. Gmina Zwoleń przestała funkcjonować 1 lipca 1925 w związku z ponownym nadaniem Zwoleniowi praw miejskich i przekształceniu jednostki w gminę miejską, przez co Regułt stał się obszarem miejskim.